# Malaysia Open 2000
Die Malaysia Open 2000 im Badminton fanden vom 16. bis zum 20. August 2000 im Stadium Malawati in Shah Alam statt. Das Preisgeld betrug 150.000 Dollar.

## Sieger und Platzierte
| Disziplin    | Gold                       | Silber                        | Bronze                                  |
| ------------ | -------------------------- | ----------------------------- | --------------------------------------- |
| Herreneinzel | Taufik Hidayat             | Xia Xuanze                    | Pullela Gopichand                       |
| Herreneinzel | Taufik Hidayat             | Xia Xuanze                    | Wong Choong Hann                        |
| Dameneinzel  | Gong Zhichao               | Dai Yun                       | Wang Chen                               |
| Dameneinzel  | Gong Zhichao               | Dai Yun                       | Kelly Morgan                            |
| Herrendoppel | Eng Hian Flandy Limpele    | Lee Dong-soo Yoo Yong-sung    | Choong Tan Fook Lee Wan Wah             |
| Herrendoppel | Eng Hian Flandy Limpele    | Lee Dong-soo Yoo Yong-sung    | S. Antonius Budi Ariantho Candra Wijaya |
| Damendoppel  | Ge Fei Gu Jun              | Huang Nanyan Yang Wei         | Joanne Goode Donna Kellogg              |
| Damendoppel  | Ge Fei Gu Jun              | Huang Nanyan Yang Wei         | Chung Jae-hee Ra Kyung-min              |
| Mixed        | Kim Dong-moon Ra Kyung-min | Tri Kusharyanto Minarti Timur | Zhang Jun Gao Ling                      |
| Mixed        | Kim Dong-moon Ra Kyung-min | Tri Kusharyanto Minarti Timur | Liu Yong Ge Fei                         |

## Finalergebnisse
| Disziplin    | Sieger                     | Finalist                      | Ergebnis          |
| ------------ | -------------------------- | ----------------------------- | ----------------- |
| Herreneinzel | Taufik Hidayat             | Xia Xuanze                    | 15-10, 17-14      |
| Dameneinzel  | Gong Zhichao               | Dai Yun                       | 11-6, 11-8        |
| Herrendoppel | Eng Hian Flandy Limpele    | Lee Dong-soo Yoo Yong-sung    | 15-9, 15-9        |
| Damendoppel  | Gu Jun Ge Fei              | Huang Nanyan Yang Wei         | 15-17, 15-6, 15-8 |
| Mixed        | Kim Dong-moon Ra Kyung-min | Tri Kusharyanto Minarti Timur | 15-7, 15-8        |

## Ergebnisse

### Herreneinzel Qualifikation
- Kay Lun Yeoh –  Iskandar Asis: 15-9 / 15-5
- Osman Azahawari –  Kamarul Nizam Mohd: 15-4 / 15-11
- Vera Vikneswaran –  Peng Kuang Chong: 15-4 / 15-0
- Mark Lewis Arputham –  Andrew Dass: 15-9 / 12-15 / 17-16
- Muhammad Hafiz Hashim –  Tan Bin Shen: 15-8 / 15-10
- Gan Teik Chai –  Dexter Chin: 15-1 / 15-1
- Chin Lee Tan –  Chi How Chong: 15-11 / 15-12
- Lee Tsuen Seng –  Zakaria Ahmad Mabus: 15-7 / 15-4
- Kay Lun Yeoh –  Jour Tan: 15-1 / 15-1
- Hendra Wijaya –  Kah Shin Lee: 11-15 / 15-2 / 15-2
- Lee Chong Wei –  Osman Azahawari: 15-5 / 15-4
- Mohd Nazree Latifi –  P. Manoj Kumar: 15-9 / 15-3
- Nik Ahmad Faiz Nik Abdullah –  Zakry Abdul Latif: 16-17 / 15-13 / 15-9
- Lin Woon Fui –  Vera Vikneswaran: 15-2 / 15-9
- Kuan Beng Hong –  Kok Hsiung Moo: 15-3 / 15-4
- Khrishnan Yogendran –  Mark Lewis Arputham: 15-3 / 15-8
- Fairuzizuan Tazari –  Muhammad Hafiz Hashim: 15-12 / 4-15 / 15-13
- Choon Kang Ng –  Chin Loon Lim: 15-6 / 15-17 / 15-7
- Gan Teik Chai –  Shah Ahmad: 15-0 / 15-2

### Herreneinzel
- Taufik Hidayat –  Anupap Thiraratsakul: 15-8 / 10-15 / 15-4
- Roslin Hashim –  Chin Lee Tan: 15-0 / 15-4
- Ronald Susilo –  Nikhil Kanetkar: 15-5 / 15-6
- Chen Hong –  Marcus Jansson: 15-2 / 15-7
- Lee Tsuen Seng –  Mohd Nazree Latifi: 15-5 / 9-15 / 15-4
- Park Tae-sang –  Chang Feng-chin: 15-10 / 15-6
- Abhishek Bakshi –  Yap Yong Jyen: 15-9 / 8-15 / 15-7
- Ji Xinpeng –  Pei Wee Chung: 15-4 / 15-9
- Conrad Hückstädt –  Chang Jeng-shyuang: 15-12 / 15-8
- Pullela Gopichand –  Hwang Sun-ho: 10-15 / 17-15 / 15-13
- Ramesh Nathan –  Ng Wei: 12-15 / 15-4 / 15-2
- Ong Ewe Hock –  Choon Kang Ng: 15-5 / 15-7
- Pawel Uwarow –  Kuan Beng Hong: 15-2 / 12-15 / 15-2
- Anders Boesen –  Hidetaka Yamada: 13-15 / 15-6 / 15-11
- Yeoh Kay Bin –  Irwansyah: 8-15 / 15-6 / 15-5
- Richard Vaughan –  Khrishnan Yogendran: 15-8 / 15-8
- Jason Wong –  Abhinn Shyam Gupta: 15-8 / 15-9
- Luo Yigang –  Rio Suryana: 15-8 / 15-7
- Sairul Amar Ayob –  Shon Seung-mo: 12-15 / 15-10 / 15-3
- Boonsak Ponsana –  Chen Chih-hao: 15-0 / 17-16
- Jeffer Rosobin –  Mike Joppien: 15-12 / 15-8
- Wong Choong Hann –  Lee Chong Wei: 12-15 / 15-6 / 15-8
- Ismail Saman –  Siddharth Jain: 15-11 / 15-7
- Keita Masuda –  Robert Blair: 15-4 / 15-5
- Indra Wijaya –  Jakrapan Thanathiratham: 15-6 / 13-15 / 15-4
- Fung Permadi –  Sidoro Aditya: 15-9 / 15-3
- Björn Joppien –  Gee Chang Choo: 15-9 / 15-6
- Yudi Suprayogi –  Li Chi-Lin: 15-4 / 15-2
- Xia Xuanze –  Sachin Ratti: 6-15 / 15-4 / 15-11
- Sun Jun  –  Tam Kai Chuen: w.o.
- Alvin Chew Ming Yao –  Agus Hariyanto: w.o.
- Arif Rasidi –  Salim: w.o.
- Taufik Hidayat –  Sun Jun : 15-11 / 15-13
- Roslin Hashim –  Ronald Susilo: 15-11 / 15-9
- Chen Hong –  Lee Tsuen Seng: 15-8 / 4-15 / 15-3
- Park Tae-sang –  Abhishek Bakshi: 15-3 / 15-7
- Ji Xinpeng –  Conrad Hückstädt: 15-9 / 15-11
- Pullela Gopichand –  Ramesh Nathan: 15-2 / 7-15 / 15-13
- Ong Ewe Hock –  Pawel Uwarow: 15-6 / 15-4
- Anders Boesen –  Yeoh Kay Bin: 15-7 / 15-7
- Richard Vaughan –  Alvin Chew Ming Yao: 15-6 / 15-0
- Luo Yigang –  Jason Wong: 15-12 / 15-10
- Boonsak Ponsana –  Sairul Amar Ayob: 15-9 / 17-15
- Wong Choong Hann –  Jeffer Rosobin: 15-10 / 15-6
- Keita Masuda –  Ismail Saman: 11-15 / 15-11 / 15-12
- Indra Wijaya –  Fung Permadi: 8-15 / 17-14 / 15-6
- Björn Joppien –  Yudi Suprayogi: 15-6 / 15-6
- Xia Xuanze –  Arif Rasidi: 15-10 / 15-10
- Taufik Hidayat –  Roslin Hashim: 15-13 / 15-13
- Chen Hong –  Park Tae-sang: 15-3 / 15-8
- Pullela Gopichand –  Ji Xinpeng: 15-13 / 15-5
- Ong Ewe Hock –  Anders Boesen: 15-2 / 15-4
- Luo Yigang –  Richard Vaughan: 15-4 / 15-3
- Wong Choong Hann –  Boonsak Ponsana: 15-7 / 15-6
- Keita Masuda –  Indra Wijaya: 15-2 / 3-15 / 15-10
- Xia Xuanze –  Björn Joppien: 15-9 / 15-4
- Taufik Hidayat –  Chen Hong: 15-13 / 9-15 / 15-0
- Pullela Gopichand –  Ong Ewe Hock: 15-13 / 15-9
- Wong Choong Hann –  Luo Yigang: 15-4 / 15-5
- Xia Xuanze –  Keita Masuda: 15-4 / 15-6
- Taufik Hidayat –  Pullela Gopichand: 15-12 / 15-11
- Xia Xuanze –  Wong Choong Hann: 17-15 / 15-1
- Taufik Hidayat –  Xia Xuanze: 15-10 / 17-14

### Dameneinzel Qualifikation
- Lee Yin Yin –  Fan Jing Jing: 11-3 / 11-1
- Jiang Yanmei –  Duanganong Aroonkesorn: 13-12 / 0-11 / 11-4
- Chen Yi Ling –  Ravinder Kaur: 13-12 / 11-5
- Au Jen Yee –  Robbyn Hermitage: 11-4 / 7-11 / 11-2
- Wong Pei Tty –  Manjusha Kanwar: 11-3 / 8-11 / 11-9
- V Renuga –  Kunchala Voravichitchaikul: 11-9 / 11-1
- Fatimah Kumin Lim –  Sutheaswari Mudukasan: 11-4 / 6-11 / 11-1
- Milaine Cloutier –  Paramanathan A/P Tanuosha: 13-10 / 11-7
- Liu Fan Frances –  Winnie Lee: 10-13 / 11-5 / 11-1
- Jiang Yanmei –  Wai See Wong: 11-3 / 11-1
- Au Jen Yee –  Sugina A/P Kunalan: 11-2 / 11-3
- V Renuga –  Wong Pei Tty: 13-11 / 11-8
- Fatimah Kumin Lim –  Fiona Sneddon: 11-5 / 9-11 / 11-1
- Milaine Cloutier –  Sugita Kunalan: 11-2 / 11-5

### Dameneinzel
- Gong Zhichao –  Wong Miew Kheng: 11-3 / 11-3
- Liu Fan Frances –  Ng Mee Fen: 11-9 / 11-3
- Yuli Marfuah –  Lee Kyung-won: 8-11 / 11-8 / 11-2
- Takako Ida –  Chen Yi Ling: 11-1 / 11-4
- Gong Ruina –  Sujitra Ekmongkolpaisarn: 11-9 / 13-10
- Ella Diehl –  Neli Boteva: 11-0 / 11-6
- Wang Chen –  Yasuko Mizui: 11-10 / 11-5
- Chan Ya-lin –  Fatimah Kumin Lim: 11-6 / 11-1
- Huang Chia-chi –  Miho Tanaka: 11-2 / 7-11 / 11-9
- Jihyun Marr –  Aparna Popat: 11-7 / 11-1
- Ninik Masrikah –  Petra Overzier: 11-6 / 13-10
- Dai Yun –  Ling Wan Ting: 11-6 / 9-11 / 11-4
- Louisa Koon Wai Chee –  B. R. Meenakshi: 11-5 / 8-11 / 13-11
- Lidya Djaelawijaya –  Kanako Yonekura: 8-11 / 11-4 / 11-7
- Kelly Morgan –  Jiang Yanmei: 11-6 / 11-5
- Ye Zhaoying –  Susan Egelstaff: 11-0 / 11-3
- Gong Zhichao –  Liu Fan Frances: 11-6 / 11-3
- Takako Ida –  Yuli Marfuah: 11-4 / 12-13 / 11-8
- Gong Ruina –  Ella Diehl: 11-8 / 13-10
- Wang Chen –  Chan Ya-lin: 9-11 / 11-3 / 11-4
- Jihyun Marr –  Huang Chia-chi: 11-2 / 11-2
- Dai Yun –  Ninik Masrikah: 11-6 / 13-11
- Lidya Djaelawijaya –  Louisa Koon Wai Chee: 13-10 / 11-2
- Kelly Morgan –  Ye Zhaoying: 11-7 / 5-11 / 11-7
- Gong Zhichao –  Takako Ida: 11-8 / 11-3
- Wang Chen –  Gong Ruina: 11-4 / 11-9
- Dai Yun –  Jihyun Marr: 11-7 / 4-11 / 11-3
- Kelly Morgan –  Lidya Djaelawijaya: 11-5 / 11-1
- Gong Zhichao –  Wang Chen: 11-5 / 11-2
- Dai Yun –  Kelly Morgan: 11-3 / 11-5
- Gong Zhichao –  Dai Yun: 11-6 / 11-8

### Herrendoppel Qualifikation
- Hafiz Hasbullah /  Salleh B Suwandi Mohd –  Peng Kuang Chong /  Chin Loon Lim: 15-12 / 15-10
- Charles Khoo /  Lee Chee Leong –  Björn Joppien /  Mike Joppien: 15-8 / 15-5
- Gavin Liew /  Danny Ong –  Rafede Mohd /  Sazlee Mohd: 17-16 / 15-2
- Chen Chih-hao /  Hsiao Cheng-wen –  Teng Yung Hooi /  Tan Bin Shen: 15-7 / 15-6
- Khoo Kok Kheng /  Kok Seng Teo –  Ronald Susilo /  Hendra Wijaya: 15-3 / 15-9
- Zakry Abdul Latif /  Gee Chang Choo –  Osman Azahawari /  Dexter Chin: 15-3 / 15-3
- Kuan Beng Hong /  Lee Chong Wei –  Hafiz Hasbullah /  Salleh B Suwandi Mohd: 17-14 / 12-15 / 17-16
- Endra Mulyana Mulyajaya /  Nova Widianto –  Lin Woon Fui /  Fairuzizuan Tazari: 15-5 / 15-8
- Charles Khoo /  Lee Chee Leong –  Zakaria Ahmad Mabus /  Chi How Chong: 15-8 / 15-3
- Gavin Liew /  Danny Ong –  Boon Heng Kiew /  Guan Ming Wong: 15-8 / 15-11
- Khoo Kok Kheng /  Kok Seng Teo –  Kah Shin Lee /  Kok Hsiung Moo: 15-3 / 15-1

### Herrendoppel
- Chan Chong Ming /  Chew Choon Eng –  Ha Tae-kwon /  Kim Dong-moon: 17-14 / 15-10
- Chen Qiqiu /  Yu Jinhao –  Tesana Panvisavas /  Pramote Teerawiwatana: 15-10 / 15-2
- Eng Hian /  Flandy Limpele –  Jeremy Gan /  Hong Chieng Hun: 15-11 / 15-10
- Hendri Kurniawan Saputra /  Wandry Kurniawan Saputra –  Muhammad Hafiz Hashim /  Rashid Sidek: 15-13 / 12-15 / 15-8
- Chien Yu-hsun /  Lin Wei-hsiang –  Robert Blair /  Russell Hogg: 15-7 / 7-15 / 15-3
- Endra Mulyana Mulyajaya /  Nova Widianto –  Bryan Moody /  Brent Olynyk: 15-1 / 15-9
- S. Antonius Budi Ariantho /  Candra Wijaya –  Kuan Beng Hong /  Lee Chong Wei: 15-1 / 15-3
- Cheah Soon Kit /  Ng Kean Kok –  Norio Imai /  Hiroshi Ohyama: 15-6 / 15-5
- Kitipon Kitikul /  Khunakorn Sudhisodhi –  Jung Sung-gyun /  Yim Bang-eun: 15-12 / 11-15 / 15-12
- Zhang Jun /  Zhang Wei –  Takuya Katayama /  Yuzo Kubota: 15-2 / 15-3
- Tri Kusharyanto /  Bambang Suprianto –  Alastair Gatt /  Craig Robertson: 15-8 / 15-9
- Choong Tan Fook /  Lee Wan Wah –  Khoo Kok Kheng /  Kok Seng Teo: 15-5 / 15-5
- Ma Che Kong /  Yau Tsz Yuk –  Gavin Liew /  Danny Ong: 15-7 / 17-14
- Sigit Budiarto /  Halim Haryanto –  Patapol Ngernsrisuk /  Sudket Prapakamol: 15-6 / 11-15 / 15-12
- Chang Kim Wai /  Rosman Razak –  Patrick Lau Kim Pong /  Aman Santosa: 15-4 / 12-15 / 15-8
- Lee Dong-soo /  Yoo Yong-sung –  James Anderson /  Graham Hurrell: 15-8 / 6-15 / 15-1
- Chan Chong Ming /  Chew Choon Eng –  Chen Qiqiu /  Yu Jinhao: 15-13 / 15-3
- Eng Hian /  Flandy Limpele –  Hendri Kurniawan Saputra /  Wandry Kurniawan Saputra: 15-12 / 15-5
- Endra Mulyana Mulyajaya /  Nova Widianto –  Chien Yu-hsun /  Lin Wei-hsiang: 15-7 / 15-6
- S. Antonius Budi Ariantho /  Candra Wijaya –  Cheah Soon Kit /  Ng Kean Kok: 15-4 / 15-7
- Zhang Jun /  Zhang Wei –  Kitipon Kitikul /  Khunakorn Sudhisodhi: 17-14 / 15-13
- Choong Tan Fook /  Lee Wan Wah –  Tri Kusharyanto /  Bambang Suprianto: 15-8 / 7-15 / 15-3
- Sigit Budiarto /  Halim Haryanto –  Ma Che Kong /  Yau Tsz Yuk: 15-6 / 17-14
- Lee Dong-soo /  Yoo Yong-sung –  Chang Kim Wai /  Rosman Razak: 11-15 / 15-12 / 15-6
- Eng Hian /  Flandy Limpele –  Chan Chong Ming /  Chew Choon Eng: 17-6 / 15-6
- S. Antonius Budi Ariantho /  Candra Wijaya –  Endra Mulyana Mulyajaya /  Nova Widianto: 15-11 / 15-4
- Choong Tan Fook /  Lee Wan Wah –  Zhang Jun /  Zhang Wei: 15-5 / 15-10
- Lee Dong-soo /  Yoo Yong-sung –  Sigit Budiarto /  Halim Haryanto: 12-15 / 15-10 / 15-8
- Eng Hian /  Flandy Limpele –  S. Antonius Budi Ariantho /  Candra Wijaya: 15-9 / 15-12
- Lee Dong-soo /  Yoo Yong-sung –  Choong Tan Fook /  Lee Wan Wah: 15-12 / 15-7
- Eng Hian /  Flandy Limpele –  Lee Dong-soo /  Yoo Yong-sung: 15-9 / 15-9

### Damendoppel
- Carmelita /  Deyana Lomban –  Ling Wan Ting /  Wang Chen: 15-9 / 15-9
- Yoshiko Iwata /  Haruko Matsuda –  Duanganong Aroonkesorn /  Kunchala Voravichitchaikul: 15-9 / 15-11
- Ang Li Peng /  Chor Hooi Yee –  Neli Boteva /  Diana Koleva: 15-6 / 17-16
- Chung Jae-hee /  Ra Kyung-min –  Jiang Yanmei /  Fatimah Kumin Lim: 15-7 / 15-6
- Susan Egelstaff /  Fiona Sneddon –  Ravinder Kaur /  Sugita Kunalan: 13-15 / 15-8 / 15-7
- Gao Ling /  Qin Yiyuan –  Zelin Resiana /  Minarti Timur: 15-4 / 15-4
- Fan Jing Jing /  Liu Fan Frances –  Norhasikin Amin /  Fong Chew Yen: 15-12 / 4-15 / 15-5
- Chen Li-chin /  Tsai Hui-min –  Lim Pek Siah /  Joanne Quay: 15-5 / 16-17 / 15-10
- Eti Tantra /  Cynthia Tuwankotta –  Rita Yuan Gao /  Sandra Watt: 15-8 / 17-15
- Milaine Cloutier /  Robbyn Hermitage –  Phui Leng See /  Wai See Wong: 15-0 / 15-5
- Joanne Goode /  Donna Kellogg –  Jung Yeon-kyung /  Kim So-yeon: 15-10 / 15-2
- Irina Ruslyakova /  Marina Yakusheva –  Sugina A/P Kunalan /  Paramanathan A/P Tanuosha: 15-3 / 15-2
- Lee Hyo-jung /  Yim Kyung-jin –  Chong Nga Fan /  Winnie Lee: 15-3 / 15-0
- Sujitra Ekmongkolpaisarn /  Saralee Thungthongkam –  Seiko Yamada /  Shizuka Yamamoto: 15-9 / 15-4
- Huang Nanyan /  Yang Wei –  Lee Yin Yin /  Wong Pei Tty: 15-2 / 15-4
- Ge Fei /  Gu Jun –  Carmelita /  Deyana Lomban: 15-7 / 17-16
- Ang Li Peng /  Chor Hooi Yee –  Yoshiko Iwata /  Haruko Matsuda: 15-9 / 15-7
- Chung Jae-hee /  Ra Kyung-min –  Susan Egelstaff /  Fiona Sneddon: 15-2 / 15-3
- Gao Ling /  Qin Yiyuan –  Fan Jing Jing /  Liu Fan Frances: 15-2 / 15-4
- Eti Tantra /  Cynthia Tuwankotta –  Chen Li-chin /  Tsai Hui-min: 15-9 / 15-9
- Joanne Goode /  Donna Kellogg –  Milaine Cloutier /  Robbyn Hermitage: 15-7 / 15-3
- Lee Hyo-jung /  Yim Kyung-jin –  Irina Ruslyakova /  Marina Yakusheva: 15-7 / 15-7
- Huang Nanyan /  Yang Wei –  Sujitra Ekmongkolpaisarn /  Saralee Thungthongkam: 15-4 / 15-5
- Ge Fei /  Gu Jun –  Ang Li Peng /  Chor Hooi Yee: 15-3 / 15-4
- Chung Jae-hee /  Ra Kyung-min –  Gao Ling /  Qin Yiyuan: 17-15 / 5-15 / 15-11
- Joanne Goode /  Donna Kellogg –  Eti Tantra /  Cynthia Tuwankotta: 17-14 / 15-7
- Huang Nanyan /  Yang Wei –  Lee Hyo-jung /  Yim Kyung-jin: 15-6 / 15-2
- Ge Fei /  Gu Jun –  Chung Jae-hee /  Ra Kyung-min: 15-5 / 15-12
- Huang Nanyan /  Yang Wei –  Joanne Goode /  Donna Kellogg: 15-3 / 15-12
- Ge Fei /  Gu Jun –  Huang Nanyan /  Yang Wei: 15-17 / 15-6 / 15-8

### Mixed
- Tri Kusharyanto /  Minarti Timur –  Chan Chong Ming /  Joanne Quay: 15-10 / 15-2
- Yim Bang-eun /  Kim So-yeon –  Brent Olynyk /  Robbyn Hermitage: 15-4 / 15-5
- Lee Dong-soo /  Lee Hyo-jung –  Khunakorn Sudhisodhi /  Saralee Thungthongkam: 15-13 / 15-9
- Rosman Razak /  Norhasikin Amin –  Sambanthan A/P Linitha /  Soon Chiang Ong: 15-7 / 15-0
- Zhang Jun /  Gao Ling –  Jung Sung-gyun /  Jung Yeon-kyung: 15-4 / 15-4
- Nova Widianto /  Upi Chrisnawati –  Zakry Abdul Latif /  Au Jen Yee: 15-11 / 15-6
- Chew Choon Eng /  Chor Hooi Yee –  Craig Robertson /  Rita Yuan Gao: 15-8 / 15-7
- Bambang Suprianto /  Zelin Resiana –  Chen Qiqiu /  Chen Lin: 17-14 / 15-5
- Kim Dong-moon /  Ra Kyung-min –  Ng Kean Kok /  Fong Chew Yen: 15-5 / 15-8
- Ha Tae-kwon /  Chung Jae-hee –  Pawel Uwarow /  Irina Ruslyakova: 15-3 / 15-2
- Pang Cheh Chang /  Lim Pek Siah –  Li Chi-Lin /  Chen Yi Ling: 15-5 / 15-2
- Liu Yong /  Ge Fei –  Ma Che Kong /  Louisa Koon Wai Chee: 15-4 / 15-5
- Kok Seng Teo /  Ang Li Peng –  Simon Archer /  Joanne Goode: w.o.
- Peter Blackburn /  Rhonda Cator –  Albertus Susanto Njoto /  Louisa Koon Wai Chee: w.o.
- Teng Yung Hooi /  Phui Leng See - : w.o.
- Bryan Moody /  Milaine Cloutier –  Chris Hunt /  Donna Kellogg: w.o.
- Tri Kusharyanto /  Minarti Timur –  Yim Bang-eun /  Kim So-yeon: 15-4 / 15-1
- Lee Dong-soo /  Lee Hyo-jung –  Rosman Razak /  Norhasikin Amin: 15-11 / 15-13
- Peter Blackburn /  Rhonda Cator –  Kok Seng Teo /  Ang Li Peng: 15-6 / 9-15 / 15-7
- Zhang Jun /  Gao Ling –  Nova Widianto /  Upi Chrisnawati: 15-10 / 15-7
- Bambang Suprianto /  Zelin Resiana –  Chew Choon Eng /  Chor Hooi Yee: 15-7 / 15-4
- Kim Dong-moon /  Ra Kyung-min –  Teng Yung Hooi /  Phui Leng See: 15-0 / 15-1
- Ha Tae-kwon /  Chung Jae-hee –  Bryan Moody /  Milaine Cloutier: 15-4 / 15-11
- Liu Yong /  Ge Fei –  Pang Cheh Chang /  Lim Pek Siah: 15-4 / 15-1
- Tri Kusharyanto /  Minarti Timur –  Lee Dong-soo /  Lee Hyo-jung: 15-7 / 15-6
- Zhang Jun /  Gao Ling –  Peter Blackburn /  Rhonda Cator: 15-10 / 15-9
- Kim Dong-moon /  Ra Kyung-min –  Bambang Suprianto /  Zelin Resiana: 13-15 / 15-7 / 15-2
- Liu Yong /  Ge Fei –  Ha Tae-kwon /  Chung Jae-hee: 15-11 / 8-15 / 15-6
- Tri Kusharyanto /  Minarti Timur –  Zhang Jun /  Gao Ling: 15-5 / 15-7
- Kim Dong-moon /  Ra Kyung-min –  Liu Yong /  Ge Fei: 15-12 / 15-6
- Kim Dong-moon /  Ra Kyung-min –  Tri Kusharyanto /  Minarti Timur: 15-7 / 15-8